# Joseph Marie Dessaix
Joseph Marie Dessaix, francoski general, matematik in vojaški zgodovinar, * 1764, † 1834.